# Staatliche Schlösser, Burgen und Gärten Sachsen

Das Logo der Staatliche Schlösser, Burgen und Gärten Sachsen

Staatliche Schlösser, Burgen und Gärten Sachsen (SBG) ist eine gemeinnützige GmbH mit Sitz in Dresden. Bis 31. Dezember 2012 wurde ihr Geschäftsbetrieb vom Staatsbetrieb Staatliche Schlösser, Burgen und Gärten Sachsen wahrgenommen, der zum Geschäftsbereich des Sächsischen Staatsministeriums der Finanzen gehörte und die Aufgabe hatte, das sächsische Kulturerbe unter Wahrung kultureller und denkmalpflegerischer Belange zu erhalten. Die gemeinnützige GmbH verwaltet mehrere Schlösser, Burgen und Parks im Freistaat Sachsen. Dazu gehören 19 verschiedene Objekte.

## Verwaltungsgeschichte seit 1990
Nach der Wiederherstellung des Freistaates Sachsen am 3. Oktober 1990 wurden frühere bereits im Eigentum befindliche oder während der Zeit der DDR als Rechtsträger verwaltete Objekte im Rahmen der Vermögenszuordnung in das Eigentum des Freistaates überführt.
Zum 1. Januar 1992 wurde die Verwaltung folgender Objekte übernommen: Residenzschloss Dresden mit Johanneum und Stallhof, Dresdner Zwinger und Zwingergärten, Japanisches Palais und Palaisgarten, Schloss und Park Pillnitz, Schloss Moritzburg und der umgebende Landschaftspark, Albrechtsburg Meißen, Festung Königstein, Schloss und Park Weesenstein, Burg Gnandstein, Burgruine Frauenstein, Barockgarten Großsedlitz, Schloss Hubertusburg, Schloss Nischwitz, Burg Stolpen, Jagdschloss Augustusburg, Schloss Lichtenwalde, Schloss und Park Bad Muskau, Burg Colditz, Kloster Altzella, Schloss Nossen, Schloss Wiederau, Burg Mildenstein, Ortenburg. In der Folgezeit wurden weitere historische Bauten dem Freistaat zugeordnet.
Mit einem Kabinettsbeschluss vom 3. November 1992 sollten 17 eigenständige Staatsbetriebe für einige besonders wichtige Objekte gebildet und einer wirtschaftlichen Betriebsführung unterstellt werden. Diese Betriebe bildeten zusammen die Staatliche Schlösserverwaltung. In der Umsetzung wurden zwischen dem 1. April 1993 und dem 1. Januar 1994 15 Staatsbetriebe gegründet.
- 1. April 1993: Albrechtsburg Meißen, Schloss Augustusburg, Burg Scharfenstein, Festung Königstein, Schloss Moritzburg
- 1. Juni 1993: Barockgarten Großsedlitz, Burg Gnandstein, Burg Kriebstein, Burg Mildenstein, Schloss Rammenau, Burg Stolpen, Schloss Weesenstein
- 1. August 1993: Staatliche Schlösser und Gärten Dresden (Schloss und Park Pillnitz, Großer Garten, Brühlsche Terrasse/Zwinger/Stallhof), Schloss Nossen/Klosterpark Altzella
- 1. Januar 1994: Schloss Rochlitz

Daneben verwaltete die Schlösserverwaltung folgende Objekte: Albertinum, Katholische Hofkirche, Jägerhof, Kurfürstliche Begräbnisstätte Freiberg, Schloss Colditz, Schloss Lichtenwalde und die Ausstellungshalle der Kunstakademie.
In der Verwaltung der Liegenschaftsämter verblieben das Japanische Palais, das Schloss Siebeneichen, das Schloss Reinhardtsgrimma, die Ortenburg, das Schloss Hubertusburg, das Schloss Freudenstein, das Schloss Wurzen, das Schloss Grimma, das Schloss Königswartha, die Villa Suchominsky, das Schloss Sonnenstein, das Schloss Dippoldiswalde, die Burgruine Niederlauterstein, die Burgruine Frauenstein, das Schloss Wachwitz, die Königliche Villa Wachwitz, das Schloss Lützschena, das Schloss Thallwitz, der Jagdschloss Grillenburg, das Schloss Brauna, das Keppschloss, das Schloss Zehren-Schieritz, das Schloss Königsbrück, das Schloss Gaußig, das Schloss Hohenprießnitz und das Schloss Ruhethal. Viele dieser Objekte wurden später an die gelegenen Städte und Gemeinden übereignet oder an Dritte verkauft.
Mit dem 1. März 1996 wurde die Sächsische Schlösserverwaltung in das Landesamt für Finanzen eingegliedert. Zum 1. Juli 2000 wurden die Schlossbetriebe Festung Königstein einerseits und die Schlösser Augustusburg, Lichtenwalde und Burg Scharfenstein andererseits in eine gemeinnützige GmbH umgewandelt. Eigentümer ist weiterhin der Freistaat Sachsen. Die Beteiligungsverwaltung erfolgt durch die Schlösserverwaltung.
Im Zeitraum von 1993 bis 2003 stieg die Kostendeckung der Schlösserverwaltung von 37 % auf 61,4 %. Zum 1. Januar 2003 wurde die Schlösserverwaltung aus dem Landesamt herausgelöst und der gemeinsame Staatsbetrieb „Staatliche Schlösser, Burgen und Gärten Sachsen“ gegründet. Die Schlossbetriebe sind die einzelnen Betriebseinheiten.
Seit 1. Januar 2013 ist die Institution Staatliche Schlösser, Burgen und Gärten Sachsen eine gemeinnützige GmbH. Jährlich besuchen etwa zwei Millionen Gäste die staatlichen Schlösser, Burgen und Gärten.

## Verwaltete Objekte

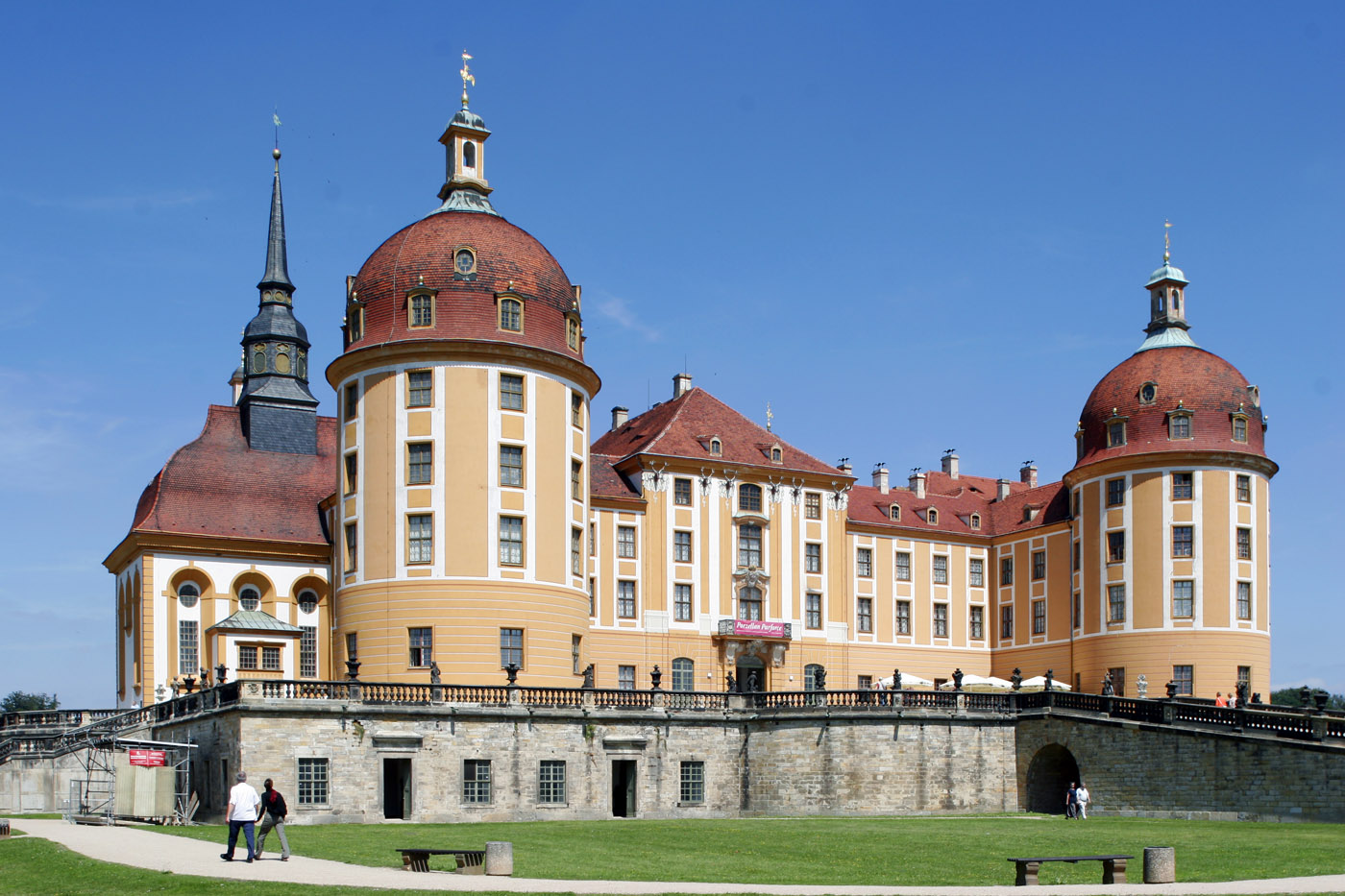
Schloss Moritzburg

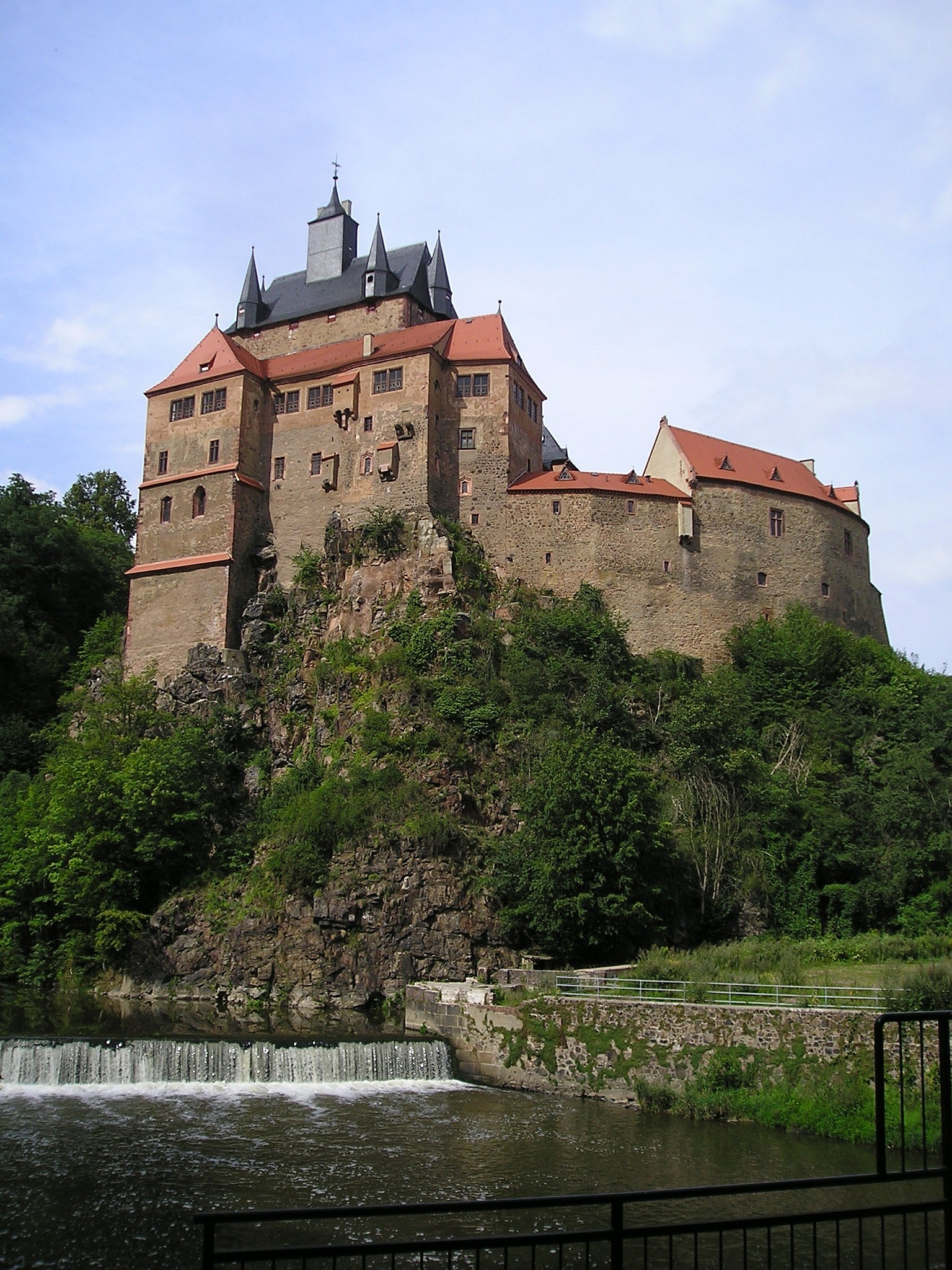
Burg Kriebstein

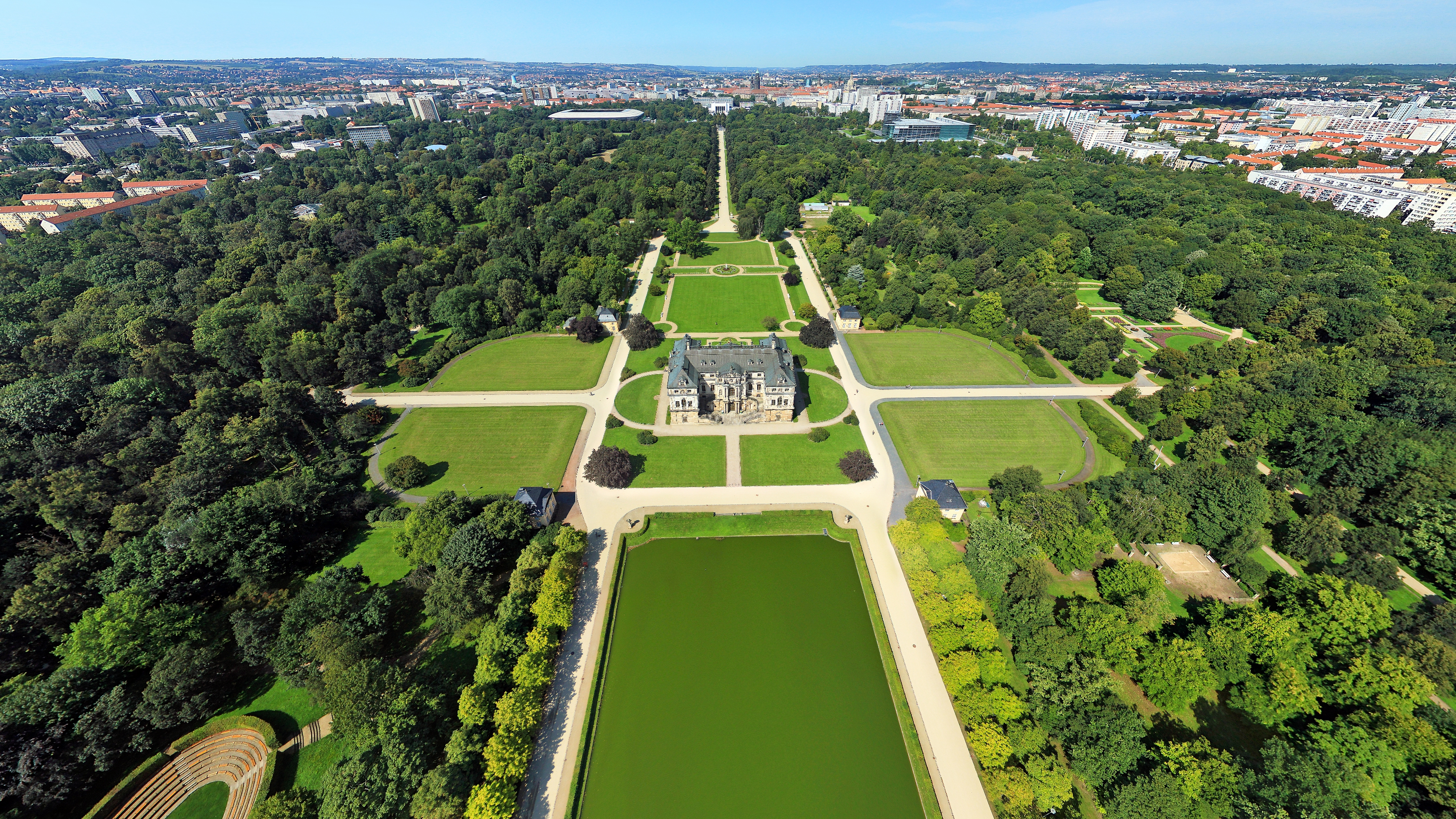
Großer Garten in Dresden

- Albrechtsburg Meißen (Burg der wettinischen Kurfürsten und Herzöge von Sachsen, ab 1710 Sitz der Meißner Porzellanmanufaktur, nach 1864 umgestaltet)[6]
- Barockschloss Rammenau (ländlicher Adelssitz des 18. Jahrhunderts bestehend aus Schloss, Ehrenhof, Wirtschaftshof und Park)
- Dresdner Zwinger (barocker Gebäude- und Gartenkomplex des frühen 18. Jahrhunderts und eine der wichtigsten Sehenswürdigkeiten der Dresdener Residenzstadt)
- Dresdner Stallhof (Gebäudekomplex des Dresdener Schlosskomplexes, im späten 16. Jahrhundert unter anderem als Stallanlage errichtet und seitdem mehrfach umgebaut und umgenutzt, heute Sitz des Verkehrsmuseums und zudem berühmt für die Fliesendekoration des sogenannten Langen Gangs).[7]
- Fasanenschlösschen und Landschaftspark Moritzburg (Bau- und Landschaftsensemble der sächsischen Kurfürstenfamilie aus dem 18. Jahrhundert´mit Teichen und Wäldern, Gärten, einem Miniaturleuchtturm und dem Fasanenschlösschen)
- Festung Dresden und Brühlsche Terrasse (Befestigungsanlagen der Stadt Dresden, von deren historischer Bausubstanz nur noch Teile auf dem Festungswall erhalten und seit 2019 museal zugänglich sind)
- Schloss Moritzburg (barockes Jagdschloss des 18. Jahrhunderts auf einer künstlichen Insel mit einer historischen Ausstellung von Jagdtrophäen und Dekorationen aus Vogelfedern, außerdem Drehort des DEFA-Kultfilms „Aschenbrödel“)
- Schloss Nossen (Renaissanceschloss der sächsischen Kurfürsten oberhalb des Städtchens Nossen, ehemaliger Amtsgerichtssitz) sowie das angeschlossene Museum Kloster Altzella
- Schloss und Park Pillnitz (Rittergut mit Park, das Kurfürst August der Starke im chinoisen Stil zur Sommerresidenz des sächsischen Königshauses umbauen ließ) und einige durch König Friedrich August I. in Auftrag gegebene Bauwerke der Umgebung
- Schloss Rochlitz (Schlossanlage am Tal der Zwickauer Mulde, die aus Baukörpern verschiedener Epochen seit dem Mittelalter zusammengesetzt ist und eine wechselvolle Nutzungsgeschichte aufweist)
- Schloss Weesenstein (aus einer mittelalterlichen Burg hervorgegangenes Schloss mit Schlosspark, ehemaliger Wohnsitz König Johanns von Sachsen)
- Burg Gnandstein (am besten erhaltene romanische Wehranlage Sachsens, umfasst zudem eine bedeutende spätgotische Kapelle des 15. Jahrhunderts)
- Burg Kriebstein (gut erhaltene gotische Burg auf einem steilen Bergsporn mit Wandmalereien und wertvollem Interieur)
- Burg Mildenstein (einer der sächsischen Herrschaftsmittelpunkte des Mittelalters, bezeugt ab dem 9. Jahrhundert und nach 1365 für repräsentative Zwecke umgebaut)
- Burg Stolpen (Höhenburg und langjährige Hauptresidenz der Bischöfe von Meißen, wurde unter den Wettinern als wehrhaftes Renaissanceschloss ausgebaut und lange Zeit Verbannungsort der Gräfin Constantia von Cosel, heute eine Teilruine)
- Barockgarten Großsedlitz (barocke Gartenanlage nach Versailler Vorbild mit gestalteten Terrassen, durch August den Starken mit hunderten Skulpturen ausgestattet)
- Großer Garten & Dresdner Parkeisenbahn (einer der bedeutendsten Gärten Europas, entstanden ab 1678 als Barockgarten, nach 1814 zu einem englischen Landschaftspark umgewandelt und mit Freilichtbühnen, Parkeisenbahn, Puppentheater, Zoo und Botanischem Garten ausgestattet)
- Kloster Altzella (1162 gestiftetes Hauskloster der wettinischen Markgrafen von Meißen, lange das bedeutendste Kloster Mitteldeutschlands und möglicherweise Abfassungsort des Sachsenspiegels, im Zuge der Reformation aufgelöst und um 1800 in einen romantischen Landschaftsgarten eingebunden)
- Schloss Colditz (im 11. Jahrhundert entstandene Burg hoch über der Stadt Colditz, später im Renaissancestil erweitert und seit der Neuzeit auf verschiedenste Weisen genutzt, etwa als Witwensitz, als Arbeitshaus und Irrenanstalt, als KZ (1933/1934) und Kriegsgefangenenlager, als Krankenhaus und aktuell als Jugendherberge sowie als Sitz der Sächsische Landesmusikakademie)

Vier weitere Anlagen im Bundesland werden nicht von der Staatliche Schlösser, Burgen und Gärten Sachsen gGmbH, sondern von eigenen Einrichtungen verwaltet: Die „Schloss Augustusburg/Schloss und Park Lichtenwalde/Burg Scharfenstein gGmbH“ ist das Jagdschloss Augustusburg, die Burg Scharfenstein sowie Schloss und Park Lichtenwalde zuständig; die „Festung Königstein gGmbH“ für die Festung Königstein.

## Dachmarke „Schlösserland Sachsen“
Im Jahr 2005 wurde die Werbekooperation Schlösserland Sachsen geschaffen, ein Verbund von bedeutenden staatlichen und nichtstaatlichen Bau- und Gartendenkmalen, der die Aufgabe hat, die sächsischen Kulturdenkmäler zu erhalten, zu pflegen und zu präsentieren. Unter dieser Dachmarke werden in Zusammenarbeit mit der Tourismus Marketing Gesellschaft Sachsen mbH (TMGS) die mittlerweile 47 Schlösser, Burgen, Gärten, Festungen und Schlosshotels überregional und international vermarktet.
Folgende weitere Schlösser, Burgen und Klöster sind Kooperationspartner in der Werbegemeinschaft Schlösserland Sachsen (in Klammern jeweils der Eigentümer/Betreiber):
- Barockschloss Delitzsch (Stadt Delitzsch)
- Residenzschloss Dresden (Staatliche Kunstsammlungen Dresden)
- Schloss Freudenstein (Stadt Freiberg)
- Schloss Lauenstein (Osterzgebirgsmuseum Schloss Lauenstein)
- Schloss Wackerbarth (Schloss Wackerbarth, Radebeul)
- Schloss Klippenstein (Museum Schloss Klippenstein)
- Schloss Wildeck (Stadtverwaltung Zschopau)
- Schloss Freudenstein (Amt für Kultur-Stadt-Marketing)
- Fürst-Pückler-Park Bad Muskau (Stiftung „Fürst-Pückler-Park Bad Muskau“)
- Schloss Hartenfels (Landratsamt Nordsachsen)
- Wasserschloss Klaffenbach (C³ Chemnitzer Veranstaltungszentrum GmbH)
- Burg Hohnstein (Burg Hohnstein)
- Kloster Buch (Kloster Buch)
- Europa-Jugendherberge Schloss Colditz (Deutsches Jugendherbergswerk)
- Pension „Zur Königlichen Ausspanne“ (Pension „Zur Königlichen Ausspanne“)
- Schloss Hotel Dresden-Pillnitz (Schlosshotel Pillnitz GmbH)
- Kloster Nimbschen (Hotel Kloster Nimbschen GmbH)
- Schloss Voigtsberg (Oelsnitzer Kultur GmbH)
- Königliche Anlagen Bad Elster (Chursächsische Veranstaltungs GmbH)
- Schloss Wildenfels (Freundeskreis Schloss Wildenfels e. V.)
- Schloss Wolkenburg (Fachbereich Bildung & Kultur)
- Barockgarten Zabeltitz (GB Stadtkultur und Ordnung)
- Burg Schönfels (Burg Schönfels)
- Schloss Frohburg (Stadtverwaltung Frohburg)
- Schloss Forderglauchau und Schloss Hinterglauchau (Museum und Kunstsammlungen Schloss Hinterglauchau)
- Schloss Proschwitz (Weingut Schloss Proschwitz Prinz zur Lippe)
- Burg Mylau (Burg Mylau, Reichenbach)
- Schloss Rochsburg (Mittelsächsische Kultur gGmbH)
- Jagdschloss Graupa – Richard-Wagner-Stätten Graupa (Kultur- und Tourismusgesellschaft Pirna mbH)

## Struktur
Die zentrale Geschäftsstelle der SBG gGmbH mit der Geschäftsführung befindet sich in Dresden im historischen Torhaus. Ursprünglich als Wachgebäude der beidseitig gelegenen ehemaligen Kasernen der Albertstadt entstanden, beherbergt es heute die einzelnen Koordinationsbereiche Museen, Gärten, Marketing, Bau, Management, IT und Rechnungswesen für die verschiedenen Einzelgeschäftsstellen der 19 sachsenweit gelegenen Schlösser, Burgen und Gärten. Die SBG gGmbH ist der größte Kulturbetrieb in Sachsen und vereint bedeutende Baudenkmäler des Freistaates. In dessen Auftrag unter Berücksichtigung denkmalpflegerischer, musealer und touristischer Belange obliegt es den Mitarbeitern diese Orte zu bewahren, zu bewirtschaften und zu präsentieren. Ein Aufsichtsrat steht beratend zur Seite.